# Joe Finley
Joseph Scott "Joe" Finley, född 29 juni 1987, är en amerikansk professionell ishockeyspelare som spelar för HIFK i Liiga. Han har tidigare representerat Buffalo Sabres och New York Islanders på NHL-nivå.
Finley draftades i första rundan i 2005 års draft av Washington Capitals som 27:e spelare totalt.